# Jamil Mahuad
Jorge Jamil Mahuad Witt (Loja, 29 juli 1949) is een Ecuadoraanse politicus. Hij was president van Ecuador van 10 augustus 1998 tot 22 januari 2000.

## Presidentschap
Jamil Mahuad, oud-burgemeester van Quito, werd in 1998 gekozen tot president van Ecuador. Een van zijn eerste daden als president was het sluiten van een vredesverdrag met buurland Peru, waarmee de grens tussen beide landen eindelijk werd vastgelegd.
Economisch gezien ging het tijdens zijn presidentschap een stuk minder goed. Ecuador raakte eind jaren negentig verzeild in een grote economische crisis. Mahuad zag als enige oplossing voor de crisis de dollarisatie van de nationale munteenheid, de Sucre. Deze maatregel stuitte op zoveel protesten dat Mahuad genoodzaakt was om zijn functie neer te leggen. Hij werd opgevolgd door zijn voormalige vicepresident Gustavo Noboa.